# Ton Koopman

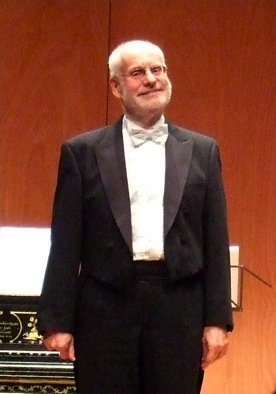
Ton Koopman (2008)

Ton Koopman (* 2. Oktober 1944 in Zwolle, Niederlande) ist ein niederländischer Dirigent, Organist, Cembalist und Hochschullehrer.

## Leben und Werk
Ton Koopman studierte in Amsterdam Musikwissenschaften, Orgel bei Simon C. Jansen und Cembalo bei Gustav Leonhardt. Im Jahr 1969 gründete er sein erstes Ensemble Musica Antiqua Amsterdam. Zehn Jahre später folgte das Amsterdam Baroque Orchestra, 1992 der Amsterdam Baroque Choir und damit entstand das Ensemble Amsterdam Baroque Orchestra & Choir.
Koopman widmet sich überwiegend der Musik des Barock und ist ein Vertreter der historischen Aufführungspraxis. Unter anderem spielte er zwischen 1994 und 2005 sämtliche Kantaten von Johann Sebastian Bach ein. In diesem Projekt wirkten als Solisten unter anderem Lisa Larsson, Sibylla Rubens, Barbara Schlick, Cornelia Samuelis und Caroline Stam als Soprane; Michael Chance, Bernhard Landauer, Elisabeth von Magnus, Annette Markert, Bogna Bartosz und Andreas Scholl als Altstimmen; Paul Agnew, Lothar Odinius, Gerd Türk, Jörg Dürmüller und Christoph Prégardien als Tenöre; sowie Klaus Mertens und Ekkehard Abele als Bässe mit. Daneben gab er mit seiner Tochter Marieke Koopman und dem Amsterdam Baroque Orchestra & Choir auch Musiktheateraufführungen, um das junge Publikum an die Alte Musik heranzuführen.
Bekannte Orchester in Europa, Nordamerika und Japan luden Koopman als Gastdirigenten ein. Seit 2004 ist er Professor für Musikwissenschaft an der Universität Leiden. Im Folgejahr begann er das Projekt „Dieterich Buxtehude – Opera Omnia“, eine Einspielung des Gesamtwerks von Dieterich Buxtehude. Zudem wurde er im Jahr 2004 zum Präsidenten der Internationalen Dieterich-Buxtehude-Gesellschaft und 2019 zum Präsidenten des Bach-Archivs in Leipzig gewählt.
Nach Koopmans Ansicht ist Bach „der größte Komponist“. Ein dritter „großer B“, neben Buxtehude und Bach, dessen Werk sich Koopman bevorzugt widmet, ist Heinrich Ignaz Franz Biber. Seit Januar 2016 lehrt Koopman auch als Honorarprofessor an der Musikhochschule Lübeck.

## Auszeichnungen

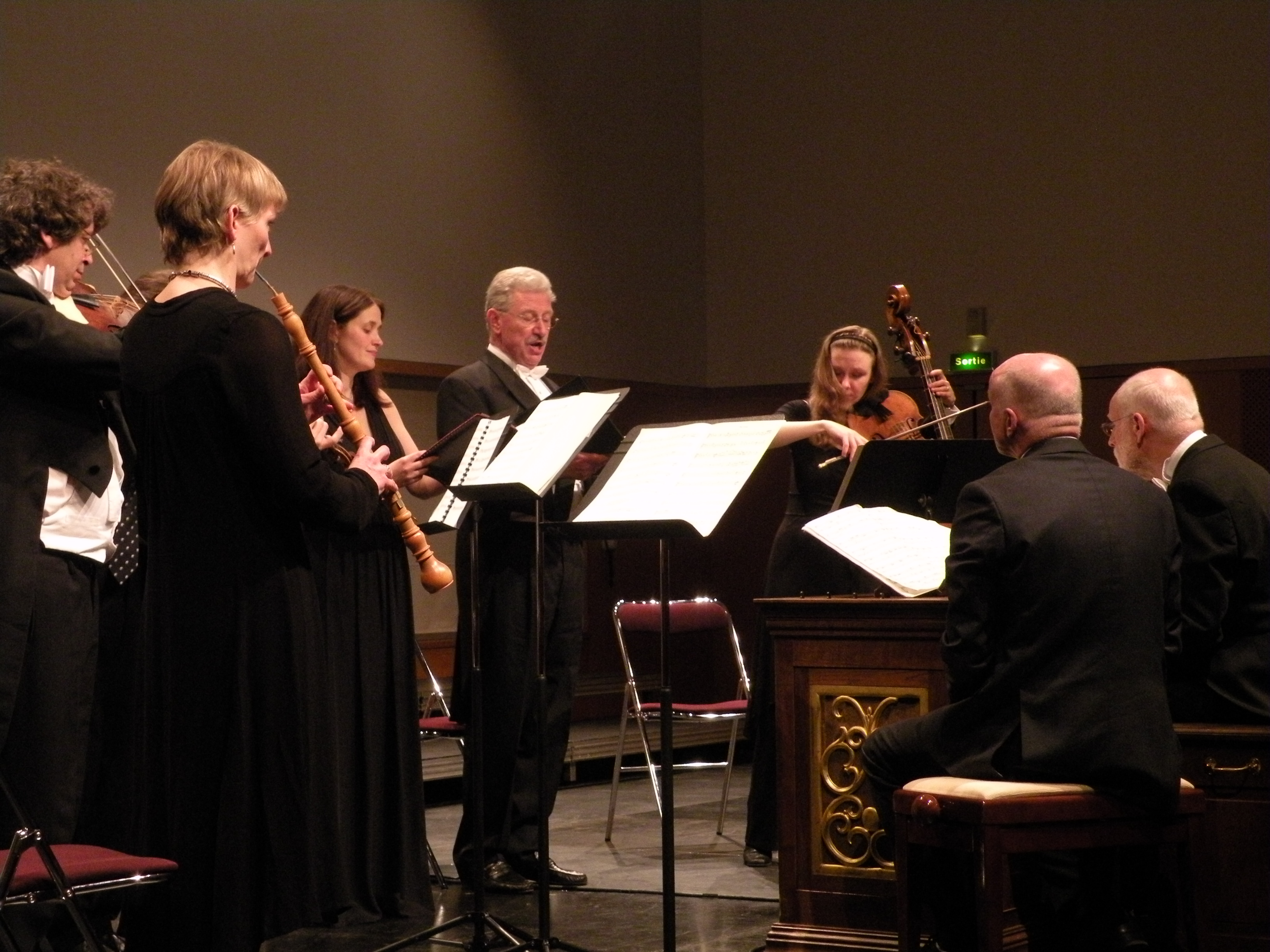
Ton Koopman und das Amsterdam Baroque Orchestra (2009)

- 2000: Ehrendoktor der Universität Utrecht[6]
- 2003: Orden vom Niederländischen Löwen (Ritter)
- 2006: Bach-Medaille der Stadt Leipzig
- 2012: Buxtehude-Preis der Stadt Lübeck
- 2014: Bachpreis der Royal Academy of Music.[7]